# Lengyel–lovagrendi háború (1519–21)
1519-21-es lengyel-lovagrendi háború a Teuton Lovagrend utolsó háborúja. németül: Reiterkrieg (Lovagháború).
Az 1466 óta hűbéresi viszonyban álló lovagrend Albrect von Hohenzollern vezetésével fellázadt a lengyel király ellen. A lengyelek azonban leverték a lovagokat, amelynek maradék ereje is teljesen szertefoszlott. Ennek alapvető következménye az lett, hogy néhány éven belül megszűnt a teuton lovagok állama.

## Előzmények
A Német Lovagrend és Lengyelország közötti háborúk a XV. században érkeztek fordulópontjukhoz, amikor a Lengyel–litván uniónak sikerült megerősíteni belső egységét és szembefordulhatott a külső veszélyek ellen. A két állam közös erővel legyőzte a lovagrendet és még további két háborúban kerekedett felül.

A lovagok ezt követően még négy alkalommal (1431-32, 1433, 1435, 1454-66) háborúztak a lengyel királyokkal. A negyedik konfliktus a tizenhárom évig tartó háború végleg eldöntötte a kérdést. A lovagrend sorozatos vereségei után súlyos feltételek mellett kötött békeszerződést a lengyelekkel. Ebben porosz területeinek több mint feléről lemondtak, átadták a flottájukat, nem folytattak önálló külpolitikát és a lengyel király hűbéresei lettek, valamint lengyel nemzetiségű tagokat kellett, hogy felvegyenek soraikba.
A Német Lovagrend maradványállama eleve pusztulásra volt ítélve. Egyik fő ok az, hogy 1226-ban a lovagrend állama alapítólevelének tekintett rimini aranybulla olyasfajta önállóságot biztosított neki, melynek folytán soha nem képezte a Német-római Birodalom részét. Az államfő, a nagymester soha sem tartozott engedelmességgel a császárnak. Bizonyos fokig a pápát elismerte feljebbvalójának, de az általa adományozott privilégiumok (1234) is „állandó használatra” adták a lovagrend által birtokolt balti-tengermelléki részeket.
A lovagrend nem tett le a régi önállóság visszaállításáról és a 15. század vége felé a birodalom területéről származó német hercegeket és őrgrófokat választott nagymesterré. Abban reménykedtek, hogy ők majd családjuk tekintélyét megmozgatva segítséget adnak a lovagrendnek. A Szászországból való Frigyes nagymester nagy erőfeszítéseket tett rendje érdekében. A császár kötelezte magát a rendi ügyek elbírálására, de a nagymester rövidesen meghalt, így nem lett ebből semmi.

A lovagok ezután egy brandenburgi őrgróf ifjú fiát Albertet választották nagymesterükké.

## A háború
Zsigmond lengyel uralkodó 1501-ben Litvánia fejedelme is lett, s így egy újabb perszonálunió jött létre a két ország között. A litvánokat az orosz cárral való háború kötötte le. Albert remélte, hogy a lengyel királynak nem lesz módja ellene fellépni és bízott a német császár és a pápa segítségében.
1519-ben Albert kinyilvánította szakítását Zsigmonddal. A király nem késlekedett a lázadozó hűbérese ellen fellépni és rögvest megkezdte a háborút ellene. Németországtól segítség nem érkezett a lovagrend támogatására, mert a császárnak égetőbb gondjai voltak, mintsem, hogy a birodalomtól távol eső régióval foglalkozzék. 1517-ben a wittembergi vártemplom kapujára egy helyi prédikátor 95 pontos tézist szögezett ki, amelyben támadta a pápaságot, többek közt a búcsúcédulák osztogatását. Ő volt Luther Márton, akit a császárral szembenálló északnémet fejedelmek támogattak, ezért nem használt a prédikátor ellen az egyházi átok.
Mikołaj Firlej nagyhetman vezette lengyel seregek (50 ezer fő) támadást kezdtek Kelet-Poroszország ellen. A lovagrend főleg német zsoldosokból (landsknechtekből) álló katonai erővel bírt, körülbelül ugyanakkora létszámban, mint a lengyeleké. Januárban a lengyelek bevették Königsberget (Kalinyingrád), s ostrom alá vették Marianwerder (Kwidzyn) és Prueßisch Holland (Pasłęk) városokat, tovább az összes balti kikötőt blokád alá vonták.

A lengyel sereg előnyben volt azzal, hogy tűzfegyverekkel volt felszerelve, míg a lovagrendi erők ebben elmaradtak. Az új fegyverek miatt a háború elég kártékony volt az országra nézve.
1520 júliusában a teuton rendi hadak megtámadták Mazóviát, Warmiát és Łomżát. Augusztusban a Wiełkopołska ellen intézett akció keretében Międzyrzeczet vették be, majd ostromolni kezdték Wałcz, Chojnice, Starogard és Tczew városokat és Gdańskot is.

Gdańskot a lengyelek felmentették, később pedig Tczewet, Chojnicét és Starogardot.

## A háború lezárása
V. Károly német-római császár közvetíteni igyekezett a háborúzó felek közt. 1521. április 5-én a nagymester és a lengyel király aláírta a toruńi egyezményt a fegyverszünetről.

Négy évvel később a nürnbergi birodalmi gyűlésre lett hivatalos Brandenburgi Albert.

## A Német Lovagrend bukása
Albert a gyűlésen találkozott a Luther tanait hirdető Andreas Osianderrel, akinek révén a reformátorral is kapcsolatba került. Albert nagymester felvette az evangélikus vallást, s Poroszországba való visszatérte után megkezdte a lovagrend egyházi államának felszámolását, az egyházi javak szekularizációját és porosz templomok katolikus dogmáktól való megtisztítását.

Az ország új államformája hercegség lett, s mint Hohenzollern-házból való uralkodó, Albert porosz herceg (Dux Prussia) lett. A hercegséget ellenben továbbra hűbéres államként, a lengyel király alatt tartották számon. 1525. április 8-án aláírták közte és a lengyel király közti krakkói békét és két nap múlva a város piacterén letette a király előtt a hűbéri esküt.
A Német Lovagrendet Luther tanácsára feloszlatta, akinek tanításai szerint nincs szükség effajta egyházi lovagrendekre. A lovagok  tiltakoztak, követelték országuk visszaadását és V. Károly német-római császár támogatását kérték. A császár azonban hiába tiltakozott, Albert tekintettel se volt rá. A herceget a protestáns német hercegek, a dánok, valamint a svédek is támogatták. Mögötte állt a lengyel király is és ráadásul kitört a német parasztháború, amely sok fejfájást okozott Károlynak. A megbízott birodalmi-kamarai törvényszék elrendelte az ügy felülvizsgálatát, de a herceg hatalmát ez sem ingatta meg.

Az új nagymester Kronenbergi Walter sem tehetett mást, minthogy 300 év után maguk mögött hagyva a nagy múltú államot, amit hosszú évtizedekig tartó véres küzdelem után hódítottak és szerveztek meg, most pedig röpke néhány év alatt elvesztették. Nem tehettek mást tehát, minthogy áttelepüljenek a Német Birodalomba, ahol még maradék birtokaikat és várukat igazgathatták.
A császár később is hiába próbálta elérni, hogy Albert visszaadja Kelet-Poroszországot a német lovagoknak.